# Pierre-Henri Deleau
Pierre-Henri Deleau (né en 1942) est un acteur et producteur de cinéma français. Il est fondateur et directeur de festivals. Il a été chargé de la sélection de la Quinzaine des réalisateurs du Festival de Cannes de 1969 à 1998.
Il a dirigé le FIPA depuis sa création en 1987 par Michel Mitrani jusqu'à janvier 2009. Il est délégué général du Festival international du film d'histoire de Pessac. Il a été membre du jury de la Mostra de Venise 1993 et 2003.

## Filmographie

### Producteur
- 1986 : Les Trottoirs de Saturne de Hugo Santiago

### Acteur
- 1968 : L'Été de Marcel Hanoun
- 1971: Un parti de Noël Simsolo
- 1973 : Le Journal d'un suicidé de Stanislav Stanojevic
- 1973 : Bel ordure de Jean Marbœuf
- 1978 : Location de Noël Simsolo
- 1980: Cauchemar de Noël Simsolo
- 1980 : Très insuffisant de Hervé Bérard
- 1980 : Cinématon #98 de Gérard Courant
- 1984 : Le Scénario défendu de Michel Mitrani
- 2001 : Proprietarii de stele de Savel Stiopul[2].

### Assistant-réalisateur
- 1970 : La Maison des bories de Jacques Doniol-Valcroze
- 1972 : Les Soleils de l'île de Pâques de Pierre Kast
- 1973 : Le Journal d'un suicidé de Stanislav Stanojevic